# Bruno de Segni
Bruno de Segni (em latim: Bruno Astensis) é um santo católico italiano que foi abade de Monte Cassino e bispo de Segni.

## Vida e obras
Bruno nasceu em Solero, na província de Alessandria, Piemonte, entre 1045 e 1049. Foi educado num mosteiro perto de sua cidade natal e em Bolonha. Tornou-se cônego em Siena e mudou-se para Roma em 1079, onde passou a ter contato com a liderança da igreja, atraindo rapidamente a atenção do papa Gregório VII e teria sido a pedido deste que Bruno discutiu com Berengário sobre a Eucaristia. Se foi ou não, não sabemos, mas é certo que logo depois o papa fez dele bispo em Segni, na Campagna.
Ele era ainda mais próximo de Urbano II, acompanhando-o numa viagem ao Reino da França em 1095. Em 1099, entrou para a Abadia de Monte Cassino, mas sem renunciar à sua sé episcopal ou cortar relações com o mundo exterior. Em 1106 realizou uma importante missão na França para Pascoal II e ficou com ele por um tempo depois de voltar, finalmente retornando ao seu claustro em seguida. Foi eleito abade em 1107. 
Pascoal não se opôs às políticas de Bruno e só interveio quando, durante os conflitos de 1111, Bruno tomou partido do antipapa Maginulfo ("Silvestre IV") e acabou forçado a renunciar seu posto de abade e voltar para Segni. 
Suas obras são principalmente exegéticas e seu "Libellus de symoniacis", escrita antes de 1109, é importante por sua discussão sobre o significado de simonia e principalmente por revelar a atitude de Bruno sobre os sacramentos dispensados por um padre simoníaco.
Bruno morreu em Segni em 18 de julho de 1123 e foi canonizado por Lúcio III em 1181.